# Butch Vig
Bryan David "Butch" Vig, född 2 augusti 1955 i Viroqua, Wisconsin, är en amerikansk musiker och musikproducent, känd som bland annat trummis i rockgruppen Garbage samt för att ha producerat betydelsefulla album såsom Nevermind (1991) av Nirvana och Siamese Dream (1993) av The Smashing Pumpkins.

## Diskografi

### Med Spooner
- Every Corner Dance (1982)
- Wildest Dreams (1985)
- The Fugitive Dance (1990)

### Med Fire in the Town
- In the Heart of the Heart Country (1987)
- The Good Life (1989)

### MedGarbage
- Garbage (1995)
- Version 2.0 (1998)
- Beautiful Garbage (2001)
- Bleed Like Me (2005)

## Album producerade av Butch Vig
| - 1982: Die Kreuzen - Internal - 1984: Killdozer - Intellectuals are the Shoeshine Boys of the Ruling Elite - 1985: The Other Kids - Living in the Mirror - 1985: Killdozer - 12 Point Buck - 1985: Killdozer - Snakeboy - 1987: The Other Kids - Happy Home - 1987: Killdozer - Little Baby Buntin' - 1988: Die Kreuzen - Century Days - 1988: The Cheeters - Sign of Fire - 1989: Killdozer - For Ladies Only - 1990: Urge Overkill - Americruiser - 1990: King Snake Roost - Ground Into Dirt - 1990: Laughing Hyenas - Life of Crime - 1990: The Fluid - Glue - 1991: The Fluid - Spot the Loon - 1991: The Smashing Pumpkins - Gish - 1991: Nirvana - Nevermind - 1991: Tad - 8-Way Santa - 1991: The Young Fresh Fellows - Electric Bird Digest - 1991: Overwhelming Colorfast - Overwhelming Colorfast - 1991: Die Kreuzen - Cement - 1992: Sonic Youth - Dirty - 1992: L7 - Bricks are Heavy - 1992: Chainsaw Kittens - Flipped Out in Singapore - 1992: Drain - Pick Up Heaven | - 1992: Gumball - Wisconsin Hayride - 1993: Gumball - Super Tasty - 1993: Gumball - The Damage Done - 1993: Crash Vegas - Stone - 1993: The Smashing Pumpkins - Siamese Dream - 1993: Gumball - Real Gone Deal - 1994: Sonic Youth - Experimental Jet Set, Trash and No Star - 1994: Helmet - Betty - 1994: Freedy Johnston - This Perfect World - 1994: Killdozer - Uncompromising War on Art Under... - 1995: Soul Asylum - Let Your Dim Light Shine - 1995: Garbage - Garbage - 1997: The And - Day - 1997: The And - And Night - 1998: Garbage - Version 2.0 - 2001: Garbage - Beautifulgarbage - 2003: AFI - Sing The Sorrow - 2005: Garbage - Bleed Like Me - 2006: Kilroy - LP - 2007: Jimmy Eat World - Chase This Light - 2007: Against Me! - New Wave - 2008: The Subways - All Or Nothing - 2008: Tom Gabel - Heart Burns - 2009: Green Day - 21st Century Breakdown - 2009: Foo Fighters - Greatest Hits - 2011: Foo Fighters - Wasting Light - 2014: Foo Fighters - Sonic Highways |